# توموهيسا إيشيكاوا
توموهيسا إيشيكاوا (石川智久 إيشيكاوا توموهيسا) هو موسيقي ياباني ولد في 28 فبراير.

## أعماله في الأنمي

### مسلسلات أنمي تلفزيونية
- إينوسنت فينوس
- كوروكامي
- توغاينو نو تشي (بالتعاون مع ماسآكي إيزوكا)

### أوفا أنمي
- كايت ليبيريتر

### أفلام أنمي
- آرموني

## وصلات خارجية
- توموهيسا إيشيكاوا على موقع IMDb (الإنجليزية)
- توموهيسا إيشيكاوا على موقع ميوزك برينز (الإنجليزية)
- توموهيسا إيشيكاوا على موقع ديسكوغز (الإنجليزية)
- توموهيسا إيشيكاوا على موقع ANN person (الإنجليزية)